# جاده ئی۴۷۱ اروپا
جاده ئی۴۷۱ اروپا (به انگلیسی: European route E471) یکی از جاده‌های درجه ۲ قاره اروپا است.
این جاده که در کشور اوکراین قرار دارد از شهر موکاچفو شروع شده و در شهر لووف به پایان می‌رسد.